# Callixalus pictus
Genre
Espèce
Statut de conservation UICN

 VU B1ab(iii)+2ab(iii) : Vulnérable
Callixalus pictus, unique représentant du genre Callixalus, est une espèce d'amphibiens de la famille des Hyperoliidae.

## Répartition
Cette espèce est endémique des hauts plateaux de l'Est de la République démocratique du Congo. Elle se rencontre au-dessus de 2 100 m d'altitude.

## Publication originale
- Laurent, 1950 : Diagnoses préliminaires de treize batraciens nouveaux d’Afrique centrale. Revue de Zoologie et de Botanique Africaine, vol. 44, p. 1–18.